# Manuel Leitán de Avilés
Manuel Leitán de Avilés (Lusitano), en portugués: Manuel Leitão de Avilez (Portalegre, siglo XVI - Granada, 1630) fue un compositor portugués del Renacimiento. También se le conoció como Manuel Lusitano y no debe confundirse con el compositor Vicente Lusitano activo en Italia.

## Vida
Manuel Leitán de Avilés nació en Portalegre en fecha desconocida. Fue niño del coro de la Catedral de Portalegre, donde fue discípulo de António Ferro.
Con el tiempo llegó a ser maestro de la Sacra Capilla del Salvador del Mundo en Úbeda antes de 1601. Solicitó dos veces el puesto de maestro de capilla de la Real Capilla de Granada en 1601 y 1603. La segunda vez tuvo éxito, por lo que ocupó el cargo hasta su muerte en 1630. Falleció en fecha desconocida, pero entre el 13 de septiembre y el 25 de octubre de 1630.
Alcanzó cierta fama tanto en España como en Portugal, entonces bajo la misma corona. A pesar de ser un expatriado, logró mantener conexiones profesionales con Portugal, concretamente con otros músicos y compositores, algunos como él viviendo en España. De hecho, escribió una misa llamada Salva Theodosium en honor al duque de Bragança, Teodósio II, padre del que sería el rey Juan IV de Portugal.
Escribió varias misas, motetes y otras obras religiosas como canzonetas para maitines de Navidad. En la Real Musicoteca de Juan IV se conservaban dos misas de su autoría, ambas se han perdido. Las obras que nos han llegado se encuentran manuscritas en la Capilla Real de Granada.

## Obra
- Adjuva nos a 3 voces;[3]
- Adjuva nos a 4 voces;[3]
- Domine non secundum;[3]
- In jejunio;[3]
- Incipit lamentatio Jeremiae a 4 voces;[3]
- Non est inventus a 4 voces.[3]

### Obras perdida
- Missa Ave Virgo Santissima a 8 voces;[3][5]
- Missa Salva Theodosium a 12 voces.[3][5]